# Ganzhousaurus nankangensis
Ganzhousaurus nankangensis es la única especie conocida del género extinto Ganzhousaurus de dinosaurio terópodo ovirraptórido que vivió en el año  finales del período Cretácico hace aproximadamente  entre 70 y 66 millones de años, en lo que hoy es Asia. Sus restos fósiles han aparecido en la Formación Nanxiong del distrito de Nankang, Ganzhou, ciudad de la provincia de Jiangxi, al sur de China. Se distingue por una combinación de características primitivas y derivadas.
El análisis filogenético coloca a Ganzhousaurus dentro de Oviraptoridae . En esta familia su posición es más inestable, con un estudio recuperándolo como miembro de Oviraptorinae y otro recuperándolo como un miembro más derivado del grupo, estrechamente relacionado con Ingeniinae. Sin embargo, también tiene algunas similitudes con el Gigantoraptor un cenagnatidos basal.
Ganzhousaurus comparte su hábitat con al menos otras cuatro especies oviraptóridos, Jiangxisaurus ganzhouensis, Nankangia jinzhouensis, Banji long y una especie que aún no identificado. Esta diversidad puede haber sido posible mediante la partición de nicho, con Ganzhousaurus siendo principalmente herbívoros.